# گودارد ۹۲۵۲
سیارک ۹۲۵۲ (به انگلیسی: 9252 Goddard، نامگذاری:9058P-L) نه هزار و دویست و پنجاه و دومین سیارک کشف شده‌است که در ۱۷ اکتبر ۱۹۶۰ کشف شد.
قدر مطلق سیارک برابر ۱۳٫۶۰ است.